# Soyuz 1
Soyuz 1 (Союз 1) foi a primeira missão tripulada do programa espacial soviético Soyuz, que ocorreu em 23 de abril de 1967. Inicialmente programada para realizar um encontro em órbita com a Soyuz 2, com troca das tripulações no espaço, a missão terminou em tragédia. O cosmonauta Vladimir Komarov, piloto, morreu no impacto com o solo. Esta foi a primeira fatalidade humana num voo espacial.
A missão usou a nave Soyuz pela primeira vez de forma tripulada, e o objetivo do programa deveria ser uma preparação para os planos soviéticos, nunca publicamente revelados, de levar homens à Lua.

## Tripulação
| Posição | Cosmonauta       |
| ------- | ---------------- |
| Piloto  | Vladimir Komarov |

## Antecedentes
A Soyuz 1 foi o primeiro voo tripulado da primeira geração de naves Soyuz 7K-OK - usada entre as missões Soyuz 1 e Soyuz 11 - desenvolvidas como parte do programa lunar soviético. Foi a primeira missão tripulada soviética em dois anos, desde a Voskhod 2, e a primeira após a morte do cientista e projetista chefe do programa, Sergei Korolev.
Komarov foi lançado a despeito de várias falhas observadas anteriormente nos testes de voos não tripulados da Soyuz 7K-OK, Cosmos 133 e Cosmos 140. Um terceiro teste de voo acabou numa falha no lançamento, abortada por uma falha no sistema de escape de emergência, fazendo o foguete explodir na plataforma.
Os voos não tripulados anteriores ao Soyuz 1 apresentaram inúmeras falhas técnicas, e apesar da crença de que Komarov estava cético, tanto ele quanto Gagarin estavam ansiosos para verem a transição entre voos não tripulados para tripulados. Em uma entrevista dada em 1990, Mishin confirmou que sempre existiu uma pressão política no ramo espacial, mas que tal pressão não teve relação com a decisão de lançar a Soyuz 1 e que os supervisores não autorizariam o voo se não existisse certeza do funcionamento da nave. Porém, a evidência disponível demonstra que a Soyuz não estava pronta para voos tripulados naquele momento. Mesmo entre os oficiais que discordavam do lançamento, ninguém pensou que o para-quedas poderia oferecer dificuldades.
Os planos da missão eram de lançar uma segunda nave, a Soyuz 2, no dia seguinte da Soyuz 1, para um encontro e troca de tripulação no espaço, pilotada por Valery Bykovsky, Yevgeny Khrunov e Aleksei Yeliseyev. A acoplagem deveria ocorrer na primeira órbita da segunda nave, com o retorno das duas Soyuz ocorrendo no próximo dia. Gagarin, o primeiro homem no espaço, atuou como cosmonauta-reserva da missão.
Antes do lançamento diversos problemas foram identificados, a ponto de Kamanin relatar em seus diários que pessoalmente não existia certeza do sucesso. No dia do lançamento, Gagarin acompanhou Komarov até a nave e ficou junto até a escotilha ter sido trancada. No período pré-lançamento, nenhuma anomalia foi detectada.

## Missão
O lançamento, em 23 de abril de 1967, fez de Komarov o primeiro ser humano a ir duas vezes ao espaço. Os problemas, entretanto, começaram logo após a entrada em órbita, quando um painel solar da nave falhou em abrir, provocando uma diminuição de energia nos sistemas eletrônicos da cápsula, algo relatado pelo cosmonauta e confirmado pela telemetria. Komarov, no decorrer da segunda órbita, tentou posicionar a nave para que o painel fosse exposto ao Sol, sem sucesso. Problemas posteriores com o sistema de orientação começaram a dificultar as manobras da Soyuz. Durante a órbita número 13, o sistema de estabilização automática da Soyuz tinha apagado e o sistema manual era apenas parcialmente efetivo. Durante a aparição de problemas, Korolev demonstrou-se calmo e chegou a dormir dentro do módulo orbital.
Com os problemas encontrados pela Soyuz 1, a segunda nave teve seu lançamento cancelado.  Quando chegou a preparação para reentrada, testes de orientação foram realizados na 15ª órbita, com dificuldade, tendo os comandos transmitidos por Iuri Gagarin. Quando os motores deveriam ter sido acionados, a nave entrou em um ion pocket, que evitou o disparo. Komarov iniciou uma atividade complexa e não treinada imediatamente após o disparo cancelado, mas não teve sucesso. Na 18ª órbita Gagarin transmitiu novas instruções para uma reentrada na órbita seguinte. As manobras foram feitas e o disparo realizado para uma reentrada balística, com sua última transmissão, sobre a separação da nave, realizada com uma voz calma. Apesar dos problemas, a telemetria indicava que o projeto robusto da Soyuz estava agindo como esperado.
Apesar das dificuldades técnicas encontradas até aquele ponto, Komarov não teria problemas para pousar em segurança. Porém, mais uma falha, dessa vez, crítica, aconteceu e lhe custou a vida. Para diminuir a velocidade de descida na atmosfera, primeiramente o pára-quedas auxiliar foi aberto, e depois o principal. O principal, porém, não abriu. Komarov então ativou manualmente o pára-quedas reserva de emergência, mas as cordas dele se enredaram com a do pára-quedas auxiliar, e a Soyuz desceu praticamente sem freio na atmosfera, a quase 144 km/h, sobre a província de Orenburg, na Rússia. Challenge to Apollo descreve relatos de testemunhas que a nave pousou intacta, porém foi destruída quando os motores de pouso suave foram disparados quando a cápsula já estava pousada de lado no chão, devido ao fato de que pela alta velocidade da descida, o escudo térmico não foi solto aos 3 quilômetros de altitude e assim, os referidos motores não foram acionados quando deveriam.
A investigação demonstrou que o paraquedas principal ficou tão pressionado dentro do container que o paraquedas desacelerador não conseguiu soltá-lo. Isso ocorreu devido ao fato da diferença de pressão entre a parte interna e externa do container tenha feito o paraquedas ter se pressionado contra as paredes internas do container, algo não detectado nas missões anteriores (uma foi destruída no espaço, outra jamais lançada e a última foi resgatada com um buraco na base) ou nos testes de solo. Komarov foi morto no impacto, não pelo incêndio, e não há evidência que ele tenha gritado ou chorado antes do impacto. Uma investigação não oficial realizada por Chertok nos anos 90 trouxe a ideia de que o acidente ocorreu por negligência: durante a preparação, as duas Soyuz foram receberam um material térmico sintético e colocadas numa câmara de alta temperatura para assentar o material. Já que o container dos paraquedas não foram fechados, a parte interna teria ficado áspera. Assim, tanto a Soyuz 1 quanto 2 estariam condenadas à destruição.
Boris Chertok relembrou em suas memórias como Gagarin procurou notícias sobre o que havia ocorrido com Komarov naquela manhã.
O local da queda, a três quilômetros da vila de Karabutak e cerca de 275 km da cidade de Orenburg, hoje é marcado com um busto de Vladimir Komarov acima de uma coluna negra de pedra, num pequeno parque ao lado da estrada. Os restos mortais do cosmonauta foram levados à Moscou no dia 25 de abril e seus restos foram inspecionados pelos cosmonautas Gagarin, Leonov, Bykovskii, Popovich, entre outros. Ocorreu a cremação e ele foi enterrado com honras de Estado em Moscou e suas cinzas colocadas na Necrópole da Muralha do Kremlin. De início nem todos os seus restos mortais foram localizados, com uma parte sendo localizada posteriormente pelos Jovens Pioneiros (equivalentes aos Escoteiros) e enterrada no local do impacto. Alegadamente, oficiais do partido tiveram uma grande dificuldade de esconder este fato do público.
Ele foi homenageado na Lua, com seu nome escrito numa placa deixada pelos tripulantes das Apollo 11 e da Apollo 15.

### Lendas
Cerca de oito anos depois da tragédia, rumores começaram a aflorar de que Komarov havia xingado os engenheiros e diretores de voo do programa espacial enquanto descia para a morte e enviado uma última mensagem para sua mulher, e que essas transmissões foram ouvidas por uma estação da NSA perto de Istambul. Apesar de alguns historiadores negarem o fato como inverídico, gravações destes momentos foram reportados como realmente existentes no livro Starman,[carece de fontes?] mas os autores não investigaram a fundo ou entraram em contato com a suposta fonte para confirmação, fazendo com que o jornalista Krulwich, que publicou a história do livro em seu blog, recebesse diversas críticas do público, como a do historiador Robert Pearlman, o qual falou que o jornalista deveria ter checado tais afirmações existentes na obra - enquanto o jornalista lembrou o caráter informal, portanto, não fiável, de um blog. O historiador Asif Azam Siddiqi também confirma que nenhuma dessas alegações são apoiadas pela extensa evidência documental, incluindo a transcrição das transmissões entre a nave e o controle de solo e que as alegações de desespero durante a descida tem absolutamente "zero evidência".

## Legado

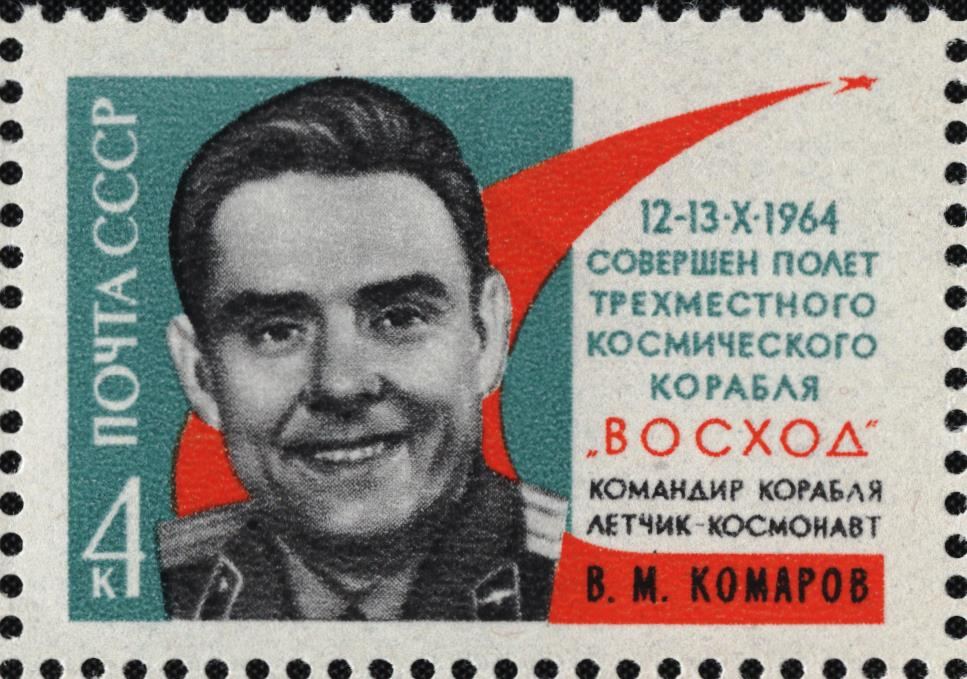
Selo da URSS de 1964 homenageando Vladimir Komarov

A tragédia da Soyuz 1 provocou uma interrupção de quase dezoito meses no programa Soyuz. As Soyuz 2 e 3 foram lançadas apenas em outubro de 1968. Esta interrupção, somada à explosão na plataforma do foguete N-1 não-tripulado construído para levar cosmonautas à Lua, em julho de 1969, acabaram com os planos soviéticos de pousar na Lua antes dos norte-americanos. As missões das Soyuz 1 e 2 foram depois realizadas pelas Soyuz 4 e 5.
Um programa Soyuz muito mais modernizado, seguro e eficiente surgiu depois deste intervalo, espelhando-se nas modificações feitas pela NASA no programa Apollo, após a tragédia com a Apollo 1. Apesar de falha em chegar à Lua, as Soyuz foram reprogramadas para servir de veículo de transporte para as estações espaciais Salyut, Mir e para a Estação Espacial Internacional.
Apesar de sofrer outra tragédia, em 1971, com a Soyuz 11 e de sofrer outros problemas como abortagem não-fatais de lançamentos e acidentes em alguns pousos, as Soyuz tornaram-se o mais longevo e mais confiável sistema de transporte tripulado espacial já concebido.

## Nota
A fonte NPR não é confiável. É de um blog unicamente baseado num livro que realiza tantas alegações duvidosas que o autor do blog adiciona 'se for verdade' e então adiciona links para mais outros dois blogs dele, os quais admitem que a maioria das alegações do texto original são completamente questionáveis.